# Hélade
Hélade (en griego clásico, Ἑλλάς, Ἑλλάδος [Hĕllás, Hĕlládos]), es el endónimo con el que identificaban su región los antiguos griegos. Comenzó siendo la denominación homérica de una región de Grecia continental (el centro de Tesalia) habitada por el pueblo de los helenos y luego se ampliaría para dar su nombre a todo el país. En la actualidad, se utiliza ocasionalmente para referirse a la República Helénica (Ελληνική Δημοκρατία), más comúnmente denominada Grecia.

## Evolución del término
Los griegos descenderían de Helén (Ἕλλην [Hĕlén]), héroe epónimo, hijo de Deucalión y Pirra. El patronímico o gentilicio «heleno» es similar al nombre del príncipe troyano Héleno (hijo de Príamo y Hécuba) y al de la propia Helena de Troya. El pueblo de los helenos (en griego: Ἕλληνες, Héllēnĕs) fue uno de los que constituyeron el pueblo griego de la Antigüedad según Heródoto y Tucídides (helenos, pelasgos, dorios y jonios):

Los helenos habitaban la Ftiotide en Tesalia en tiempo de Deucalión; la Histiediotide, también en Tesalia, al pie de los montes Ossa y Juan, bajo el reinado de Doro, hijo de Heleno; después se establecieron cerca del Pindo, con el nombre de macedonios; desde allí pasaron a la Dólide, al sur de Oetas, y después al Peloponeso, donde fueron llamados dorios. Su raza, débil y poco numerosa, llegó a multiplicarse a medida que los diversos pueblos se le incorporaron, y conservó su lengua primitiva mucho más pura que la de los pelasgos. (...) Los atenienses, si bien eran de origen pelasgo, habiéndose fijado en su territorio, pulieron el idioma y se convirtieron en helenos, nombre que concluyó por significar el cuerpo entero de la nación griega. En ese mismo sistema de Heródoto parece que la distinción de helenos y pelasgos corresponde a la de dorios y jonios; los habitantes de Laconia y aún los de todo el Peloponeso, eran originalmente helenos o dorios; los atenienses eran pelasgos o jonios. Los griegos consideraban a todos los reyes dorios como helenos. En cuanto a los nombres de Grecia y griegos, son mucho más modernos.

Consta por varios ejemplos que, cuando distintas ciudades se juntaban para colonizar, solía darse a la nueva colonia, como por cortesía, el nombre del menor contingente. (...) El nombre de "Grecia" aparece por primera vez en Aristóteles. Antes, los griegos históricos llamaban "Hélade" al país, nombre que también es resultado de una evolución parecida. (... ) Para la edad histórica, (después de año 776 a. C., primera Olimpiada), los griegos se llaman ya a sí propios "helenos" y a su país "Hélade". Pero "Hélade" es propiamente el nombre de una provincia tésala, en la Fiotide, cuenca del Esperquio, tierra de Aquiles: uno de los primeros focos conquistados permanentemente por los aqueos en Grecia. También fue la gente itálica, en torno al golfo tarentino... por extensión o tropo histórico.

También se registra un uso antiguo de «Hélade» en oposición a «Argos»:

El término «Argos» es confuso en la más remota antigüedad [...]. La Argos Pelásgica de Homero es Tesalia [...] «Argos» designa, vagamente, a toda Grecia, de aquí que Homero llame «argivos», en general a los griegos [...] «Argos» designa todo el Peloponeso, y entonces el resto de Grecia, al norte, se llama «Hélade».

La utilización posterior del término se amplió, bien a todo el territorio de la Grecia europea, bien a todo el territorio habitado por griegos, bien a la totalidad de lo griego, incluyendo los aspectos intelectuales. El concepto tiene una dimensión espacial difícil de delimitar, dada la extensión que alcanzó la civilización griega con las colonizaciones y con el imperio de Alejandro (dividido a su muerte en los reinos helenísticos). No menos extenso es su alcance intelectual, ampliado posteriormente con la helenización de la Antigua Roma, que convirtió el arte y la cultura clásica en el fundamento de la civilización occidental.
Los territorios de la Hélade compartían:
- La lengua: el griego, con sus variedades dialectales.
- El panteón religioso.
- Sistema de valores, costumbres y tradiciones: Homero, pilar de su educación; festivales panhelénicos.
- Habitaban en polis: inicialmente en la península balcánica, islas del Egeo y costa egea de Asia Menor. Más tarde, entre los siglos VIII y VI a. C. principalmente, se extendieron fundando colonias por las costas del Mediterráneo y mar Negro.

El nombre actual del país en griego moderno es Ελλάδα (Elláda).  Por su parte, Ελλάς (Ellás) es una derivación del antiguo Ἑλλάς (Hĕllás), y también es el nombre literario y en katharévousa para Grecia.  